# Другачији (кратки филм)
Другачији је српски кратки филм из 2016. године. Режију је урадио Ђорђе Крстовић, који је писао и сценарио.